# Kanton Le Grand-Pressigny
Kanton Le Grand-Pressigny (francouzsky Canton du Grand-Pressigny) je francouzský kanton v departementu Indre-et-Loire v regionu Centre-Val de Loire. Tvoří ho devět obcí.

## Obce kantonu
- Barrou
- Betz-le-Château
- La Celle-Guenand
- Ferrière-Larçon
- Le Grand-Pressigny
- La Guerche
- Paulmy
- Le Petit-Pressigny
- Saint-Flovier